# 캐서린 램펠
캐서린 램펠(영어: Catherine Rampell, 1984년 11월 4일~)은 미국의 언론인으로, 워싱턴 포스트에서 칼럼을 기고하고 있다.